# قوانين قصوى (2014)
إكستريم رولز هو حدث دفع مقابل المشاهدة في المصارعة المحترفة أنتجته دبليو دبليو إي.

## روابط خارجية
- قوانين قصوى على موقع IMDb (الإنجليزية)
- قوانين قصوى على موقع قاعدة بيانات الفيلم (الإنجليزية)
- قوانين قصوى على موقع كينوبويسك (الروسية)